# たちばなの散歩道
たちばなの散歩道（たちばなのさんぽみち）とは、神奈川県川崎市高津区・宮前区の遺跡や史跡を巡る、延長約5kmの遊歩道のことである。
川崎市により1981年に設定された。

## 経路
梶が谷駅起点。
梶ヶ谷第1公園広場奥の斜面に、約280本の桜の木が植えられている。
西福寺古墳梶ヶ谷第3公園内にある。1980年、神奈川県史跡に指定。1982年に発掘調査が行われた。6世紀中頃から後半に築かれた円墳。
川崎市民プラザ1979年に竣工した。温水プール、日本庭園、宿泊室などを持つ文化施設。川崎市指定都市記念事業公社が管理している。
（第三京浜道路を渡る）
野川神明社
影向寺7世紀後半あるいは740年頃に創建された、川崎市で最古の仏教寺院。天台宗に属する。薬師堂は1694年に再建された神奈川県重要文化財。薬師三尊像（本尊、重要文化財）、二天立像、十二神将立像を擁する。
能満寺影向寺の十二神像のうち1390年に朝祐が製作した虚空蔵菩薩像を祭っていた脇寺の一つが、天文年間に移転したものと伝えられる。本堂は1739年に再建された。
富士見台古墳本道から北側へ坂道を上がったところにある。弟橘媛の遺品(衣・冠あるいは櫛)が漂着したところに作られたと伝えられる円墳。
橘樹神社
子母口貝塚（子母口公園）子母口式土器が出土した貝塚。縄文時代早期の標式遺跡である。台地の縁にある。
子母口バス停終点。川崎駅、元住吉駅、武蔵新城駅、溝の口駅などへのバスが発着する。

## 現状
遊歩道の大部分が、起伏の多い住宅地に設定されている。
道が狭く、歩道と車道の境がない場合が多いが、自動車の通過は頻繁ではない。
案内表示板が交差点などに設置されているものの、紛失や崩落などで読み取れない割合が高い。
地図やGPS受信端末を準備することが勧められる。